# Magnolia floribunda
Magnolia floribunda ist eine Pflanzenart aus der Gattung Magnolien (Magnolia) in der Familie der Magnoliengewächse (Magnoliaceae). Sie ist im tropischen Asien verbreitet.

## Beschreibung

### Erscheinungsbild und Blatt
Magnolia floribunda wächst als Baum und erreicht Wuchshöhen von bis zu 20 Meter. Die graue Borke ist glatt. Die jungen Zweige, die einen Durchmesser von 2 bis 3 mm aufweisen, besitzen eine Rinde, die angedrückt, weiß behaart (Trichome) ist.
Die wechselständig an den Zweigen angeordneten Laubblätter sind in Blattstiel und Blattspreite gegliedert. Der 1 bis 1,5 (selten bis zu 2,5) cm lange Blattstiel ist angedrückt, weiß behaart. Die ledrige einfache Blattspreite ist bei einer Länge von 7 bis 12 (selten bis zu 14) cm und einer Breite von 2 bis 4 cm schmal eiförmig-elliptisch, schmal eiförmig oder schmal verkehrt-eiförmig-elliptisch mit breit keilförmiger bis gerundeter Spreitenbasis und zugespitztem bis geschwänzt-zugespitztem oberen Ende. Die Blattunterseite kann bereift sein und besitzt angedrückte, lange, weiße Haare. Die Blattoberseite ist tiefgrün und glänzend. Der Mittelnerv besitzt meist weiße Haare und auf jeder Seite acht bis zwölf Seitennerven. Die dichten und dünnen Netznerven sind auf beiden Blattflächen etwas erhaben. Die Narben, die nach dem Abfallen der Nebenblätter zurückbleiben, sind mindestens halb so lang wie die Blattstiele.

### Blüten und Früchte
Die Blütezeit von Magnolia floribunda reicht von Februar bis April. Die Blüten stehen an 3 bis 7 mm langen Kurztrieben. Diese Kurztriebe sind fein silbrig behaart, und mit ein oder zwei bald abfallenden Hochblättern besetzt. Die Blüten sind schmal elliptisch geformt und leicht gekrümmt, sie sind weiß und auf der Außenseite gelb behaart. Die 11 bis 13 Blütenhüllblätter sind löffelförmig bis umgekehrt-lanzettlich und enden mit einer kurzen aufgesetzten Spitze, sie werden 2,5 bis 3,5 cm lang bei 0,4 bis 0,7 cm Breite. An der zentralen Achse der Blüte, die etwa 5 mm lang wird, stehen 10 bis 14 Staubblätter sowie die Fruchtblätter. Die Staubfäden reichen über die Staubbeutel mit einer langen Spitze hinaus. Die Fruchtblätter setzen sich aus dem 2 mm großen Fruchtknoten und dem 2 mm langen, dicht silbrig behaarten Stempel zusammen.
Die runzlige Frucht wird 2 bis 6 cm lang. Die Früchte reifen im August und September. Die einzelnen reifen Fruchtblätter sind rundlich mit einer kleinen aufgesetzten Spitze, sie erreichen einen Durchmesser von 0,6 bis 1,5 cm.

### Chromosomenzahl
Die Chromosomenzahl beträgt 2n = 38.

## Vorkommen
Das Verbreitungsgebiet von Magnolia floribunda liegt im tropischen Asien mit Schwerpunkt in Südostasien: China, Thailand, Laos, Myanmar und Vietnam. In China gedeiht sie in Wäldern in Höhenlagen zwischen 1300 und 2700 Meter.

## Taxonomie
Die Erstbeschreibung der Art erfolgte unter dem Namen Michelia floribunda 1905/6 durch Achille Eugène Finet und François Gagnepain in Bulletin de la Société Botanique de France (Paris), Volume 52 (Mém. 4(1)), S. 46, Tafel 7, Figur B. Synonyme sind: Magnolia microtricha (Hand.-Mazz.) Figlar, Michelia kerrii Craib, Michelia microtricha Hand.-Mazz.